# Wukun Wanambi
Wukun Wanambi (1962-2022) est un peintre, graveur, cinéaste et conservateur aborigène d'Australie Yolngu du clan Marrakulu du nord-est de la Terre d'Arnhem.
Il est principalement connu pour ses peintures sur écorce et ses poteaux funéraires.

## Biographie

### Racines aborigènes et jeunesse
Wukun Wanambi est né à Gurka'wuy, en Terre d'Arnhem, dans le Territoire du Nord de l'Australie. Il est le fils aîné de Mithili Wanambi (1923-1981), chef estimé du clan Marrakulu et peintre renommé. Bien que né dans une famille d'artistes, il souhaite initialement devenir politicien.
Les sœurs de Wukun, Boliny et Ralwurrandji, sont des artistes actives, mais ne peignent pas l'eau océanique du clan Marrakulu.
Wukun fait des études au Dhupuma College et au Nhulunbuy High School et occupe un emploi ordinaire en tant qu'agent des sports et des loisirs, agent de probation et de libération conditionnelle et à la mine locale.

### Carrière d'artiste
À la mort de Mithili en 1981, les motifs sacrés du clan ne peuvent plus être peints car plus personne n'a l'autorité pour le faire. Ce n'est qu'en 1997 que Yanggarriny Wunungmurra et les Djunggayi (aînés gardiens et conservateurs du savoir du clan) enseignent les motifs saltwater (eau salée : motifs marins) à Wanambi. Ce dernier se met alors à peindre et crée pour l'exposition Saltwater : Yirrkala Bark Paintings of Sea Country (1999-2001),, réintroduisant des motifs qui n'avaient pas été peints depuis la mort de son père. Ses premières peintures font ainsi partie de l'important projet Saltwater : une collection renommée de peintures sur écorce réalisées par des artistes Yolŋu, visant à protester contre les incursions dans les domaines de leurs clans, et plus particulièrement leurs espaces maritimes.
Au cours des décennies qui suivent, il participe à de grandes expositions et à des projets artistiques communautaires, et joue un rôle clé dans la défense des artistes et des centres d'art aborigènes dans le nord de l'Australie.
Il devient rapidement un artiste très renommé, qui se consacre à honorer son père et ses ancêtres à travers son art. Il participe à plusieurs projets, notamment une commande de l'Opéra de Sydney, la Cérémonie de Wukidi à la Cour suprême de Darwin et l'ouverture du National Museum of Australia de Canberra (2001). En 2004, il tient sa première exposition individuelle au Raft Artspace à Darwin, puis expose à nouveau individuellement en 2005 et 2008 aux Niagara Galleries de Melbourne,.
Pour l'exposition Tarnanthi (en) à la Galerie d'art d'Australie-Méridionale en 2019, il crée l'installation Djalkiri, une grande pièce sombre présentant une suite de larrakitj ornés de centaines de rougets de mer finement peints, ainsi qu'une projection sur le sol d'images animées des mêmes poissons, qui se dispersent lorsque les spectateurs s'approchent, rappelant la vivacité des eaux de sa région de Blue Mud Bay (en).
Wukun Wanambi réalise aussi des films. Il participe notamment à Lonely Boy Richard, The Pilot's Funeral et Dhakiyarr versus The King,,.

### Carrière de conservateur
En 2007, Wukun Wanambi devient directeur du Buku-Larrnggay Mulka Centre (en), où il contribue à la collection de courts métrages Nhama et encadre de jeunes Yolngu dans les pratiques artistiques.
Il obtient un diplôme en gestion de l'art indigène (Indigenous Arts Management) au Wilin Centre for Indigenous Arts de l'Université de Melbourne en 2014 puis devient directeur de la société aborigène Arnhem, Northern and Kimberley Artists (ANKA).
En 2017, Wukun Wanambi se rend aux États-Unis pour rejoindre l'équipe de commissaires de l'exposition Maḏayin : Eight Decades of Aboriginal Australian Art from Yirrkala qui a lieu à la Kluge-Ruhe Aboriginal Art Collection (en) de l'Université de Virginie (Charlottesville), dont il est le curateur yolngu principal. C'est la première fois que Wanambi travaille en tant que commissaire.
L'année suivante, il est consultant en commissariat pour l'exposition One foot on the ground, one foot in the water à l'Institut d'art de La Trobe. Wanambi croit en l'incorporation des peuples autochtones à tous les niveaux de l'exposition d'art, et son travail de conservateur avec le projet d'exposition Maḏayin reflétait son désir que la culture Yolngu soit représentée à la manière Yolngu. Il est abondamment reconnu pour sa bienveillance et son esprit innovateur.

### Dernières années et héritage
Wukun Wanambi a cinq enfants avec son épouse Warraynga qui est également artiste. Le benjamin, Yalanba, commence à peindre à son tour en 2007.
Il meurt à Darwin le 4 mai 2022.

## Œuvre
Wukun Wanambi est un artiste qui utilise de nombreux supports différents. Il est surtout connu comme peintre et sculpteur qui travaille avec des pigments naturels sur de l'écorce et des poteaux funéraires traditionnels, ou larrakitj. Il a également réalisé des gravures au Centre Mulka de Bulka-Larrrŋgay (en), à Yirrkala,.
Il est le directeur culturel du Mulka Project, basé au Buku-Larrnggay Mulka Art Centre à Yirrkala, dans le nord-est de la Terre d'Arnhem. Ce projet cherche à préserver et à diffuser les langues sacrées et les pratiques culturelles du peuple Yolngu en collectant et en archivant des photographies, des documents audio et vidéo. À ce titre, il conseille les individus sur ce qu'ils ont l'autorité clanique de représenter dans un film. Cependant, il est lui-même cinéaste et s'efforce de jeter un pont entre les générations en créant des œuvres d'art qui reconstituent les archives documentaires des cérémonies.
Plutôt que de conforter les visions binaires de passé et présent, traditionnel et moderne, Wanambi vise à montrer l'interconnexion du temps ainsi que le réseau mondial à travers l'enregistrement des pratiques cérémonielles. Par le biais de ses œuvres d'art et de son implication dans le projet Mulka, Wanambi plaide en faveur de l'agence et de la participation des peuples autochtones afin de cultiver une véritable compréhension des cultures aborigènes. Dans ses œuvres, il documente les histoires et la propriété du peuple Yolngu et du clan Marrakulu, dans le cadre du projet Saltwater.

## Prix et reconnaissance
Wukun Wanambi a reçu de nombreux prix depuis le début de sa carrière, parmi lesquels :
- NATSIAA Awards – meilleure peinture sur écorce (1998)[11]
- Prix d'Art National Aboriginal and Torres Strait Islander
  - Haute recommandation pour une œuvre en 3D (2003)[11]
  - Prix Telstra Wandjuk Marika 3D Memorial (2010, 2018)
- Prix d'Art contemporain Togart (NT) - Prix du public (2007)

## Conservation
- Australie
  - Musée national du Victoria (Melbourne)[23]
  - Galerie d'art de Nouvelle-Galles du Sud (Sydney)[24]
  - Musée d'Art contemporain d'Australie (Sydney)[10]
  - Musée national de la marine (Sydney)[11]
  - Powerhouse Museum (Sydney)[6]
  - Galerie d'art d'Australie-Méridionale (Adélaïde)[25]
  - Musée et galerie d'art du Territoire du Nord (Darwin)[26]
- France
  - Musée des Confluences (Lyon)[26]